# پتار بنچینا
پتار بنچینا (صربی: Petar Benčina؛ زادهٔ ۷ دسامبر ۱۹۸۴) بازیگر اهل صربستان است.